# لوئیس داسیلوا
لوئیس داسیلوا (به انگلیسی: Luis Da Silva) (زاده ۳ اوت ۱۹۸۲) بازیگر ، بازیکن بسکتبال آمریکایی است.
از فیلم‌های معروف او می‌توان به بازی در من خشمگین هستم و یک‌طرفه اشاره کرد.